# Жужуй
Жужу́й (Хуху́й, исп. Jujuy [xuˈxuj]) — провинция в северо-западной части Аргентины, на границе с Чили и Боливией. На востоке и юге граничит с другой аргентинской провинцией Сальта.

## География и климат

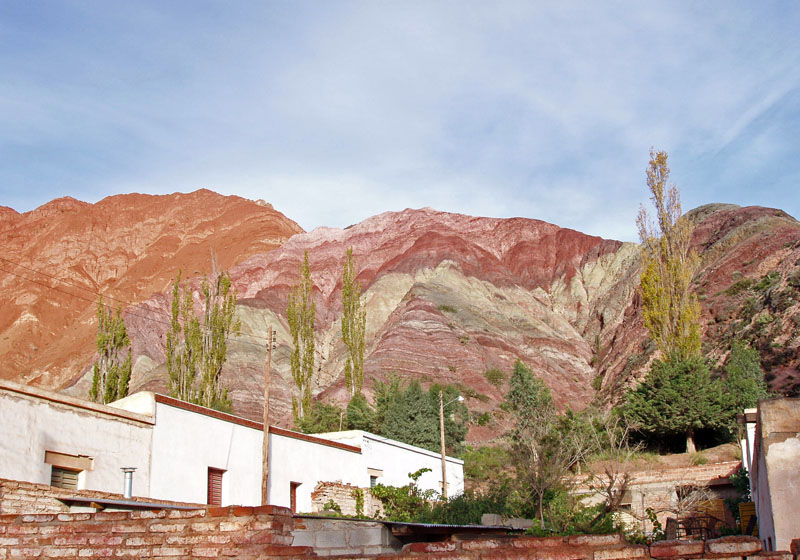
Ущелье Умауака

Самая северная провинция в стране. Характер местности в основном гористый. Жужуй можно разделить на три основные территории: плато на высоте 3500 метров с отдельными высотами до 5000 метров, высоты от 1000 до 3500 метров, пересекаемые большой рекой, и нагорья, сходящиеся к долинам в северной части региона.
В провинции имеются и солончаки, и джунгли.
Климат засушливый и полупустынный. В горных районах разница между дневными и ночными температурами становится больше, а осадки за пределами долины реки Сан-Франсиско редки.

## История
В доколумбовскую эпоху население провинции занималось в основном сельским хозяйством и разведением гуанако. В основном люди тех времён жили в мазанках, но строили и каменные крепости для защиты от врагов.
В 1593 году было основано первое испанское поселение. Оно постоянно подвергалось атакам со стороны коренного населения, но выстояло и продолжало развиваться. В конце XVII века в Жужуй переехала таможня Перуанского вице-королевства. Вскоре, однако, в связи с перекройкой политической карты тех времён, таможня потеряла своё значение, и провинция снова начала беднеть.
Во время майской революции и борьбы за независимость объединённых южных провинций в Жужуе велись активные боевые действия, сопровождавшиеся широкомасштабным исходом беженцев. В этой войне за независимость Аргентины ключевую роль сыграл генерал Мануэль Бельграно. Война значительно ударила по экономике провинции, но вскоре хозяйство начало восстанавливаться. В конце XIX века в Жужуе развилось выращивание сахарного тростника на плантациях. В начале XX века провинция была соединена железной дорогой со столицами Аргентины и Боливии. В 1940-х годах в провинции появилось сталелитейное производство, а в конце 1960-х была обнаружена нефть.

## Административное деление

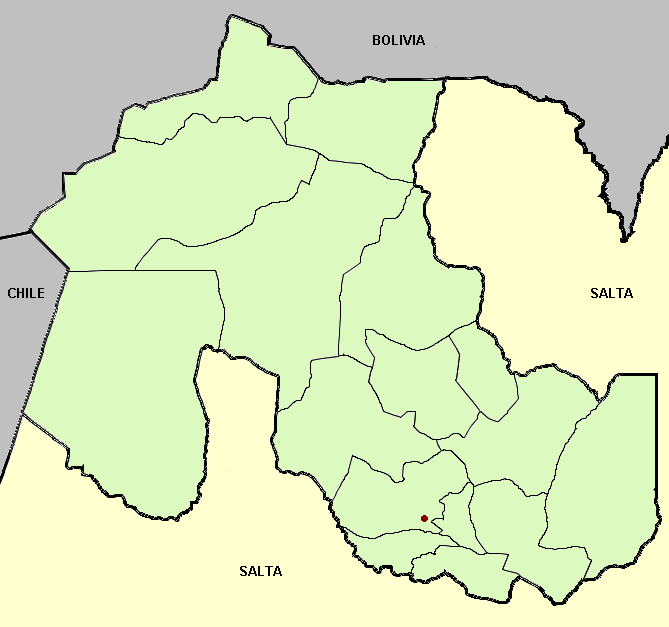
Административная карта провинции Жужуй.

Провинция поделена на 16 департаментов:
| №  | Наименование             | Оригинальное наименование | Население, тыс. жит. (2001 г.) | Население, тыс. жит. (2010 г.) | Территория, км² | Плотность, чел./км² | Административный центр         |
| 1  | Валье-Гранде             | Valle Grande              | 2,4                            | 2,5                            | 962             | 2,5                 | Валье-Гранде                   |
| 2  | Доктор-Мануэль-Бельграно | Doctor Manuel Belgrano    | 238,0                          | 265,2                          | 1917            | 138,4               | Сан-Сальвадор-де-Жужуй         |
| 3  | Кочинока                 | Cochinoca                 | 12,1                           | 12,7                           | 7837            | 1,6                 | Абра-Пампа                     |
| 4  | Ледесма                  | Ledesma                   | 75,7                           | 81,8                           | 3249            | 25,2                | Либертадор-Хенераль-Сан-Мартин |
| 5  | Пальпала                 | Palpalá                   | 48,2                           | 52,6                           | 467             | 112,7               | Пальпала                       |
| 6  | Ринконада                | Rinconada                 | 2,3                            | 2,5                            | 6407            | 0,4                 | Ринконада                      |
| 7  | Сан-Антонио              | San Antonio               | 3,7                            | 4,5                            | 690             | 6,5                 | Сан-Антонио                    |
| 8  | Сан-Педро                | San Pedro                 | 71,0                           | 75,0                           | 2150            | 34,9                | Сан-Педро                      |
| 9  | Санта-Барбара            | Santa Bárbara             | 17,1                           | 17,7                           | 4448            | 4,0                 | Санта-Клара                    |
| 10 | Санта-Каталина           | Santa Catalina            | 3,1                            | 2,8                            | 2960            | 0,9                 | Санта-Каталина                 |
| 11 | Сускес                   | Susques                   | 3,6                            | 3,8                            | 9199            | 0,4                 | Сускес                         |
| 12 | Тилькара                 | Tilcara                   | 10,4                           | 12,3                           | 1845            | 6,7                 | Тилькара                       |
| 13 | Тумбая                   | Tumbaya                   | 4,6                            | 4,7                            | 3442            | 1,4                 | Тумбая                         |
| 14 | Умауака                  | Humahuaca                 | 16,8                           | 17,4                           | 3792            | 4,6                 | Умауака                        |
| 15 | Эль-Кармен               | El Carmen                 | 84,7                           | 97,0                           | 912             | 106,4               | Эль-Кармен                     |
| 16 | Яви                      | Yavi                      | 18,2                           | 20,8                           | 2942            | 7,1                 | Ла-Кьяка                       |

## Экономика
Сельское хозяйство региона занимается в основном выращиванием сахарного тростника. Эта культура даёт более половины валового внутреннего продукта провинции, а в целом провинция даёт 30 % национального производства сахарного тростника. Вторая по значимости культура — табак. В основном он культивируется на юго-западе региона. Среди других культур распространены фасоль, цитрусовые и помидоры.
В провинции развито сталелитейное производство. Кроме того, производятся строительные материалы, добывается нефть и соль. Значительное место (20 %) в региональном ВВП занимает и целлюлозно-бумажное производство на местном лесоматериале.

## Туризм
Регион посещают в основном туристы из других регионов Аргентины (80 %), а также из других стран Южной Америки (12 %) и Европы (7 %). Основное место прибытия туристов — аэропорт Орасио Гусмана в столице региона городе Сан-Сальвадор-де-Жужуй. Этот аэропорт связан авиалиниями с Буэнос-Айресом, Кордовой и некоторыми городами Боливии.
Туристов привлекают неповторимые ландшафты Жужуя и историческое прошлое региона. В регионе сосуществуют культуры аймара и кечуа, и хорошо сохранились остатки древней цивилизации инков.

## См. также

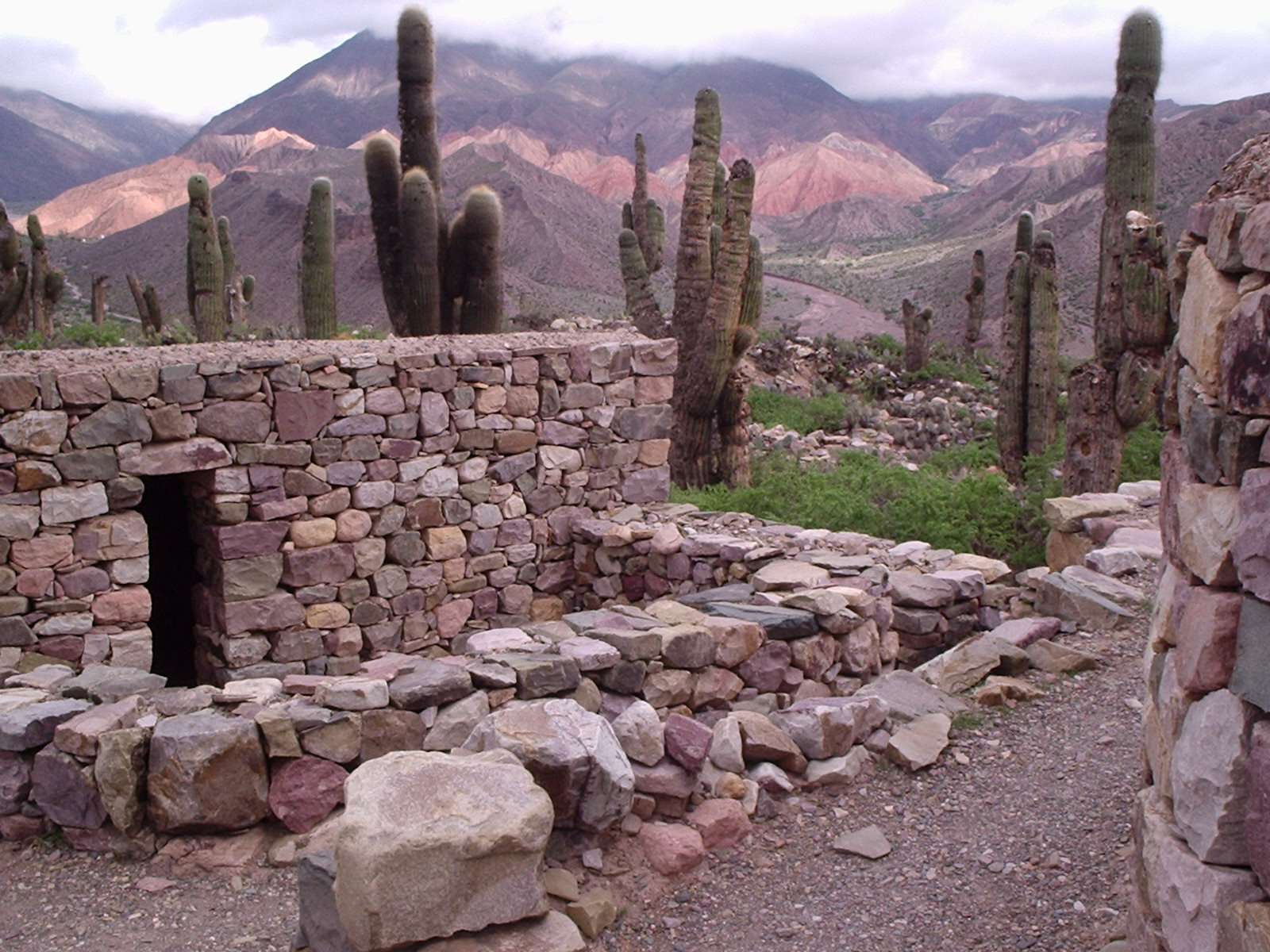
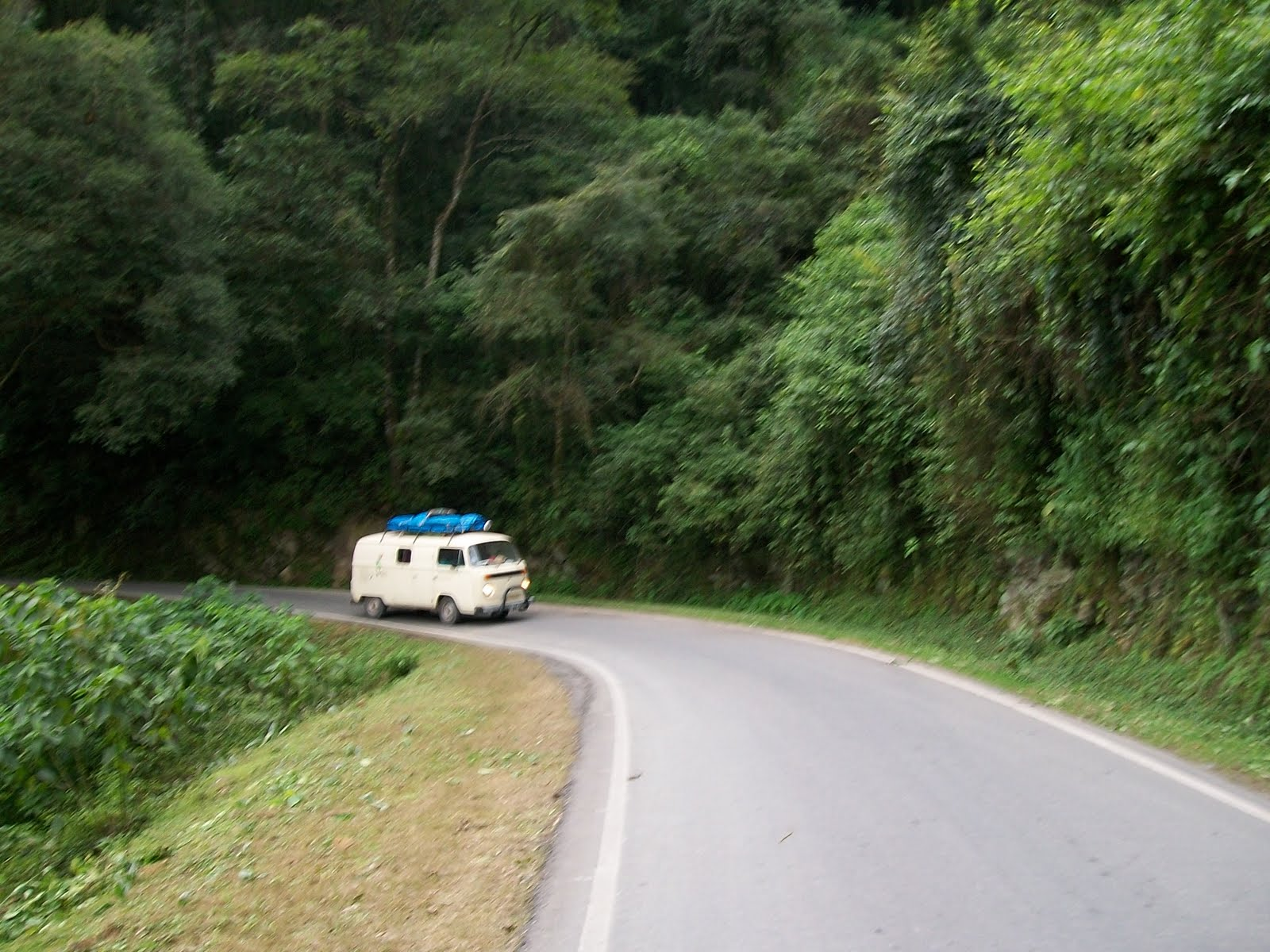
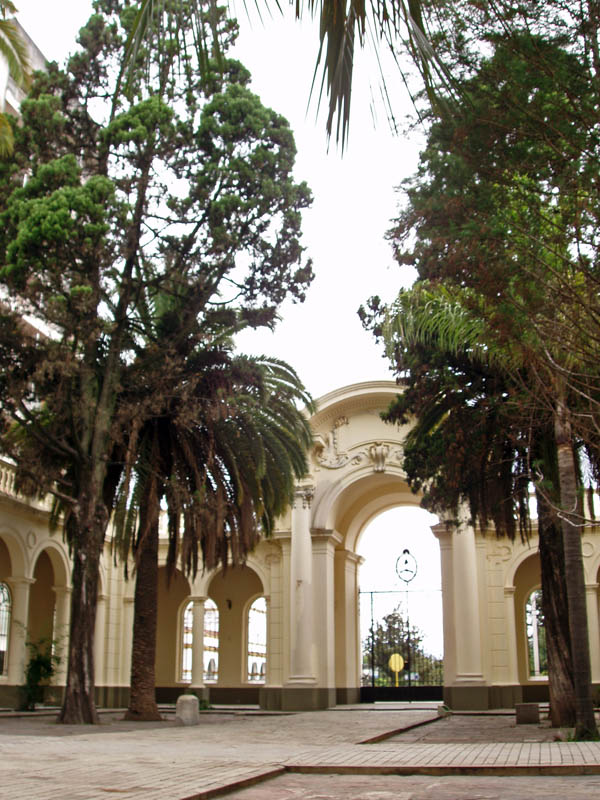